# Corinne Debaets
Corinne Debaets (Opbrakel, 2 december 1963) is een Belgische voormalige atlete, die gespecialiseerd was in de middellange afstand en het veldlopen. Zij nam eenmaal deel aan de Europese kampioenschappen en veroverde op drie verschillende onderdelen negen Belgische titels.

## Biografie
Debaets is een leeftijdgenote van Betty Vansteenbroek. Ze nam in 1981 op de 1500 m deel aan de Europese kampioenschappen voor junioren. In 1982 veroverde ze haar eerste van vier Belgische titels op de 3000 m. Tussen 1985 en 1988 veroverde ze ook vier opeenvolgende titels op de 1500 m. Op beide afstanden nam ze in 1986 deel aan de Europese atletiekkampioenschappen in Stuttgart. Ze werd telkens tiende in de reeksen. Sinds 2000 veroverde ze ook enkele medailles op de Belgische kampioenschappen op de 5000 m en 10.000 m.
Tijdens de Nacht van de Atletiek in Hechtel verbeterde Corinne Debaets in 1985 het Belgisch record op de mijl. Een record dat veertien jaar stand zou houden.
Debaets is ook actief als veldloopster. Ze veroverde in 1986 de Belgische titel en nam achtmaal deel aan de wereldkampioenschappen veldlopen.
Debaets is momenteel actief bij de Masters. Ze veroverde sinds 2001 twaalf wereldtitels in drie verschillende leeftijdcategorieën (W35, W40 en W45) en op vier verschillende onderdelen (de 800 m, de 1500 m, de 5000 m en het veldlopen).
Corinne Debaets is militaire en werd in de jaren negentig driemaal militair wereldkampioene veldlopen.

### Clubs
Debaets was aangesloten bij ASSA Ronse en AC Geraardsbergen en is momenteel aangesloten bij DCLA Leuven.

## Belgische kampioenschappen
| onderdeel | jaar                   |
| --------- | ---------------------- |
| 1500 m    | 1985, 1986, 1987, 1988 |
| 3000 m    | 1982, 1984, 1988, 1990 |
| veldlopen | 1986                   |

## Persoonlijke records
| Onderdeel | Prestatie | Datum            | Plaats         |
| --------- | --------- | ---------------- | -------------- |
| 1500 m    | 4.09,02   | 1984             |                |
| 1 mijl    | 4.32,01   | 14 augustus 1985 | Hechtel        |
| 3000 m    | 8.55,97   | 30 juni 1986     | Belfast        |
| 5000 m    | 16.11,90  | 31 juli 2004     | Heusden-Zolder |

## Palmares

### 1500 m
- 1981: 9e reeks EJK in Utrecht – 4.36,44
- 1985:  BK AC – 4.17,16
- 1986:  BK AC – 4.20,88
- 1986: 10e reeks EK in Stuttgart – 4.14.97
- 1987:  BK AC – 4.21,09
- 1988:  BK AC – 4.15,83
- 1989:  BK AC – 4.16,87
- 1990:  BK AC – 4.27.85
- 2002:  BK indoor AC – 4.27,04
- 2006:  BK indoor AC – 4.34,14
- 2009:  BK indoor AC – 4.28,13
- 2011:  BK indoor AC – 4.38,51

### 3000 m
- 1982:  BK AC – 9.18,98
- 1984:  BK AC – 9.24,26
- 1986: 10e reeks EK in Stuttgart – 9.09.13
- 1987:  BK AC – 9.05,68
- 1988:  BK AC – 9.04,46
- 1989:  BK AC – 9.16,00
- 1990:  BK AC – 9.10,52
- 1991:  BK AC – 9.23,69

### 5000 m
- 2000:  BK AC – 16.20,66
- 2005:  BK AC – 16.59,00
- 2006:  BK AC – 16.50,54
- 2007:  BK AC – 16.33,52

### 10.000 m
- 2004:  BK AC – 35.13,14
- 2005:  BK AC – 34.59,19

### veldlopen
- 1984:  BK in Zolder
- 1984: 44e WK in New York
- 1985:  BK in Sint-Lambrechts-Woluwe
- 1985: 49e WK in Lissabon
- 1986:  BK in Sint-Lambrechts-Woluwe
- 1987: 91e WK in Warschau
- 1990:  BK in Amay
- 1990: 62e WK in Aix-les-Bains
- 2000: 86e WK in Vilamoura
- 2001: 87e WK korte cross in Oostende
- 2002: 69e WK in Dublin
- 2003: 53e WK in Lausanne
- 2004: 76e WK in Brussel
- 2009:  BK korte cross in Oostende
- 2011:  BK korte cross in Oostende

## Onderscheidingen
- 1985: Grote Feminaprijs KBAB